# 紀大綱
紀大綱（1541年—？），字允立，號豫吾，順天府霸州文安縣人，民籍，明朝政治人物。

## 生平
順天府鄉試第三十七名舉人。嘉靖四十四年（1565年）中式乙丑科三甲第二百四十二名進士。通政司观政，四十五年四月授行人，隆慶三年（1569年）闰六月升刑部主事，四年七月调礼部，十二月改禮科给事中，五年五月升陕西佥事，患病致仕。

## 家族
曾祖紀紘，右長史進階正四品；祖父紀常，布政司布政使；父紀誡，行人司司正、副使。母李氏，封宜人。兄大繞（鴻臚署丞）、弟大经（贡生）、大綸（布政司理問）、大績（中书舍人）、大緒（庠生）、大藴（举人）。